# 무녀
무녀(일본어: 巫女, 神子 후조, 미코[*])란 일본의 경우 주로 신도의 신을 받드는 여자를 말한다. 마이히메(舞姬) ・ 미칸코(御神子)라고 부르기도 한다.

## 개요
일본에서 무녀란 고대로부터 제사에서 신에게 봉납하는 춤을 추거나 기도를 하거나 점을 치거나 신탁을 얻어 전하거나 공수 등을 받는 역할이었는데, 메이지 시대 이후 신사에서 제사에 봉사하거나 신관을 보좌하는 역할로 변화하게 되었다. 덧붙여 현재 일본의 일부 불교 사원에서는 흰색 소매에 주홍색 바지라는 무녀 장속이라 불리는 복장, 또는 그와 유사한 복장으로 봉직하는 젊은 여성도 존재하고 있다. 민속학자 야나기타 구니오(柳田国男)나 나카야마 타로(中山太郎)의 분류에 의하면, 대체로 조정의 간나기(巫)계와 민간의 공수(口寄せ)계로 나눌 수 있는데, 야나기타에 따르면 간나기계 무녀는 간토 지방에서는 '미코', 교토와 오사카에서는 '이치코'라 불리며, 공수계 무녀는 교토와 오사카에서는 미코, 도쿄 부근에서는 '이치코아즈사미코', 도호쿠 지방에서는 '이타코'로 불린다. 이러한 호칭에 관해서 야나기타는 「원래 이 두 계통의 무녀는 같은 것이었지만, 시대를 내려오면서 '신내림'을 받아 각지를 떠돈 사람과 궁을 섬기는 사람으로 나뉘게 되었다」는 설을 제창하였다. 덧붙여 일본뿐 아니라 한국 등 해외의 여성 샤먼의 경우도 현지에서 무녀라 불리는 경우가 많지만, 호리 이치로에 의하면 일본의 무녀는 「해외의 샤먼처럼 전원이 정신적 질환을 가지고 있지 않다」, 「신병 내지 신내림이라는 증세로 헤매지만, 이른바 빙의 증상은 나타나 있지 않다」, 「원래 샤먼은 '공수'를 하지 않는다」는 점을 들어 일본의 무녀와 해외의 샤먼을 구별할 수 있다고 보았다.
부정한 것을 막아 정화하고 귀인에게 마나를 부여하는(진혼) 등 여러 행위를 행하는 직무였기에 무녀의 자격으로는 심신 모두 건강한 여성이 요구되었다. 야나기타 구니오의 「무녀고(巫女考)」에 의하면 간나기계 무녀와 공수계 무녀를 불문하고 많은 무녀가 결혼한 뒤에도 무직을 계속했지만, 이카스리노 미칸나기(座摩巫)처럼 일곱 살 때부터 무직에 근무하다가 결혼 후에 은퇴하는 사람이나, 히타치 국의 가시마 신궁(鹿島神宮)에 근무하는 모노이미(物忌)와 이쓰기메(斎女), 이세 신궁(伊勢神宮)의 이쓰키노미코(斎王)처럼 평생 결혼하지 않고 보낸 무녀도 존재했다. 덧붙여 현대에 모집되는 무녀는 일반적으로 「미혼의 젊은 여성」이 맡는다.

## 역사

### 고대
원래는 신탁에 질문해서 다른 사람에게 전하는 것이 무녀들의 역할이었다. 일본의 고신도(古神道)에서는 일찍부터 신을 달래기 위한 여러 행위가 이루어졌는데, 그 가운데 특히 기도사(祈祷師)나 신직(神職) 등이 '영매'로서 '몸주'가 되는 신을 자신의 몸에 받아들이는 이른바 신내림(神降し)이나 신들리기(神懸り) 같은 의식이 이루어졌는데 이를 간나기(巫)라 불렀다. 이것을 주관했던 여성이 일본에서의 '무녀'의 시초였다고 여겨진다. 한편 남자로서 함께 제사를 받드는 자는 한자문화권에서 '격(覡)'이라 불렸다.
《고사기(古事記)》 ・ 《일본서기(日本書紀)》에 기록된 일본 신화에 등장하는, 아마노 이와토(天岩戸) 앞에서 아마테라스를 밖으로 나오게 하기 위해 춤을 추었다는 아마노우즈메(天鈿女命)의 고사에서 '무녀'의 원형을 찾을 수 있다. 중국의 《삼국지》 위지(魏志) 왜인전(倭人伝)에는 일본 최초의 국가인 야마타이국의 여왕 히미코(卑弥呼)가 '귀도(鬼道)'로서 무리를 현혹시켰다(卑彌呼 事鬼道 能惑衆)는 기술이 있어, 이 '귀도'나 '현혹시켰다(惑)'는 기록의 정확한 의미나 내용이 불명확하기는 하지만 고대의 주술적인 의식이 여성의 손에서 이루어졌던 것을 짐작할 수 있다.
헤이안 시대(平安時代)에는 신기관(神祇官)에 미칸나기(御巫)나 아마노우즈메노 미코토의 자손으로 여겨진 원녀군(猨女君)의 관직이 설치되어(《죠간의식貞観儀式》) 신악(神樂)을 추었을 것으로 추정된다. 헤이안 시대 말기에 후지와라노 아키히라(藤原明衡)가 지은 《신원락기(新猿樂記)》에는 무녀에게 필요한 네 가지 요소로서 「점 치기(占い) ・ 신유(神遊, 신악) ・ 기현(寄絃) ・ 구기(口寄)」를 들면서 자신이 실제 목격했다는 무녀의 신유를 '신과 춤추며 노는 선인(仙人)'에 비유하고 있다.

### 중세
중세 이후 일본 각지의 유력한 신사(神社)에서는 제사에서 무녀에 의한 신악(神楽) 봉납이 일상적인 예식으로 자리를 잡았다. 나아가 신악 또한 고래의 강신 의식과 함께 현세의 이익을 기원하는 것이나 꼭 무녀를 쓰는 것만은 아니었던 사자무(獅子舞), 교쿠고마(曲独楽) 등의 곡예로 변화한 것으로 여겨지고 있다. 현재에도 일본에서 기도나 기원 자체를 가리켜 「신악 올림」이라 부르는 경우도 여기에서 비롯된 것으로 볼 수 있다. 일본에서 가부키(歌舞伎)의 원조라고 할 수 있는 「가부키오도리(かぶきおどり)」를 창시했다고 여겨지는 이즈모노 오쿠니(出雲阿國)는 이즈모 다이샤(出雲大社)의 무녀였다는 설이 있으며, 고대의 주술적인 동작이 제사용 예능으로 정제되어 일반 예능으로 민간에 널리 전파된 것을 보여주는 사례로 볼 수 있다.

#### 떠돌이 무녀
떠돌이 무녀(渡り巫女, 歩き巫女)란 일본에서 마쓰리나 제례, 시장이 서는 곳을 돌며 계(禊)나 불제를 행했다고 여겨지는 '유녀(遊女)'로서의 측면이 있는 무녀이다. 그 원류는 헤이안 시대에 존재했던 괴뢰사(傀儡師)라는 예능 집단으로서 사루가쿠(猿樂)의 원류의 하나로 여겨진다. 한 곳에 머무르지 않고 전국을 유랑하며 마을과 마을을 다니면서 자신이 가진 재주를 보여주고 돈을 받았지만, 유랑만 고집하지 않고 후에 지샤(寺社)에 '고용'되는 경우도 적지 않았다. 이 경우 남성은 검무(剣舞)를, 여성은 괴뢰회(傀儡回)라는 노래가 가미된 인형극을 행했는데 괴뢰회를 하는 여자를 괴뢰녀(傀儡女)라 불렀고, 가끔 손님과 잠자리를 같이 하는 경우도 있었다고 한다. 또한 아즈사유미(梓弓)라는 활시위 튕기기를 행하는 도구를 가지고 주술이나 불제를 행했던 아즈사미코(梓巫女)도 있었다.

### 근세에서 근대로
근세 일본에서 '향촌'에서 근세 '촌락'으로의 변천에 따라 기존의 신사의 후원자였던 재지 토호(土豪)의 소실이나 신사 소유 토지의 축소에 따른 경제적 쇠퇴, 신주(神主)에 의한 제사의 장악 등으로 무녀는 감소했다. 나아가 '명적(名跡)', 즉 집안의 이름을 잇는 것은 남성에게만 허락되었으므로, 무녀의 대부분은 집안의 이름을 이어가기 위해서 '남편'을 맞이하였다.
메이지 유신 이후 일본에서는 신사 및 제사 제도에 대한 복고적이고 근본적인 재검토가 이루어졌다. 1871년(메이지 4년)에는 신기성(神祇省)에 미칸나기(御巫)가 설치되고 궁내성(宮内省)의 원래 도지(刀自)가 미칸나기의 직무에 임명되었다. 민간 습속의 무녀에 대해서는 메이지 6년(1873년) 일본 교부성에 의해 '신령의 빙의 등에 의해 신탁을 얻는 행위'에 대한 전면적인 금지령이 내려지기에 이른다. '무녀금단령(巫女禁断令)'으로 통칭되는 이러하 금지조치의 배경에는 복고적인 신도관에 따라 정부가 일본의 신사 제도를 조직화하는 한편, '문명 개화'에 따른 기존의 습속과 문화를 부정하려는 움직임의 영향도 있었다. 이러한 금지조치에 따라 신사에 상주하지 않고 민간 기도를 행하던 무녀들은 거의 '폐업'당했지만, 신사 또는 교파 신도(敎派神道)에 소속되는 형태로 여전히 활동을 계속하는 사람도 있었다. 또한 신관의 보조자로서 무녀를 고용하는 신사도 나오기 시작했다. 이후 가스가 다이샤(春日大社)의 도미타 미쓰미(富田光美) 등이 신도에 있어서의 무녀의 중요성을 주창하고 무녀무(巫女舞)의 존속을 호소하는 동시에 야오토메(八乙女)라 불리던 무녀들의 무용을 보다 갈고 닦아 예술성을 높이는 등 무녀 및 무녀무의 부흥에 힘썼다. 또한 궁내성의 악사(樂師)였던 오오노 다다토모(多忠朝)는 신사의 제사에서 일본 신화에 근거하고 있는 신악무(神樂舞)의 중요성을 주장했고 그것을 인정하는 형태로 '우라야스노 마이(浦安の舞)'를 제작하였다.

### 현대
현대 일본에서 무녀란 신사에 근무하며 주로 신관들의 보조 또는 제사에서 가구라(神樂)이나 춤을 바치는 여성을 가리킨다.
특별한 자격 제한은 없지만, '신관' 자격을 가지는 여성이 무녀로서 신사에 근무하는 경우도 있다. 덧붙여 무녀는 일본에서의 남녀 고용기회 균등법의 적용을 받지 않으므로 주로 여성에 한정해서만 모집하는 것이 인정되고 있다.

#### 본직(本職) 무녀
기본적으로 특별한 자격이 필요하지 않기 때문에 심신 건강한 여성이라면 모두 무녀가 될 수 있지만, 본직 무녀의 대부분은 신직의 딸이나 가까운 친척 등, 그 신사에 연고가 있는 사람이 맡는 경우가 많고, 본직 무녀 구인이 많다고는 할 수 없다(본직 무녀를 둘 수 있는 것은 대규모 신사에 한정되는 경우가 많다). 신사 관계자가 아니라면 본직 무녀 구인 광고는 신문이나 잡지의 구인광고에 게재된 것을 찾는 것이 현실적인 수단이다. 또한 신직 양성기관에는, 신관 외에도 드물게 본직 무녀 구인이 전해지기도 한다.
여성이 본직 무녀로서 봉사할 수 있는 연수는 짧고, 의무 교육을 마친 뒤부터(현실적으로는 고등학교 졸업 이후) 근무하며, 20대 후반에 정년을 맞이하는 예가 많다. 단기 대학이나 대학 졸업 후 무녀가 되는 경우라면 불과 몇 년 밖에 재직할 수 없는 셈이다. 정년 이후로 신사에 근무하는 경우는 신사가 지정한 제복이나 솔잎색 · 감색 등의 바지를 입는 등 복장으로 구분되며 직무상으로도 제사에 봉사하는 여성 직원을 무녀, 그 이외의 사무 작업 등을 실시하는 것이 일반 여성직원, 등으로 구분되는 경우가 많다.
각종 제사나 가구라에 종사하고 그것을 지도하는 무녀에 대해서는 기술 계승 등의 문제로 결혼 뒤에도 신사 직원으로서 계속 이어가는 경우도 있다.

#### 조근(助勤) 무녀
정월 등의 성수기에는 신사의 규모에 상관없이 임시로 '아르바이트'를 채용하는 경우가 많은데, 이러한 '아르바이트' 식으로 임시 채용한 무녀를 신사에서는 「조근」 또는 「조무(助務)」라 부르며, 신사에서 독자적으로 모집하거나 대학 · 고등학교 등에 구인 요청을 해서 채용하기도 하고 신직 양성기관에 소속된 여학생이 연수생 · 실습생 자격으로 임시 조근 무녀로 봉사하는 예도 있다. 신사에 따라서는, 치하야(千早)의 착용 유무로 본직 무녀와 구별하기도 한다.

#### 제사 ・ 마쓰리의 무녀
규모가 큰 신사에서는 앞서 소개한 신사에 근무하는 무녀가 제사 때에 우라야스노 마이나 전통적인 무녀 가구라를 봉납하지만, 주로 소규모의 신사에서는 임시로 연소자가 무녀로 봉사하는 예도 많다. 대부분 신사의 다미코(氏子)인 소녀가 맡는다. 제례와 함께 행해지는 치고(稚児) 행렬에도 무녀 장속을 입은 연소자가 더해지는 경우도 있다. 가구라를 봉납하는 경우는 화장을 하는 경우가 많고, 특별한 장소라는 점을 감안해 짙은 화장을 하는 경우도 있다.

#### 무녀의 의상
일본에서는 무녀라고 하면 흰색 고소데(小袖)에 주홍색의 하카마를 입고 긴 머리를 뒤로 모아 묶고 있는 것이 전형적인 이미지이다. 이러한 무녀의 의상은 무녀장속(巫女装束)이라 불리며, 바지는 원래는 마치(襠)가 있었던 것이 메이지 시대 이후 교육자였던 시모다 우타코(下田歌子)가 여학생용 바지로서 안돈하카마(行灯袴)를 발명하여 호평을 받은 것을 계기로 같은 여성인 무녀들에게도 보급되었던 것이다. 따라서 현대에는 안돈형의 주홍색 하카마가 일반적이나, 전통적인 마치가 있는 하카마를 입는 신사도 있는가 하면 젊은 여성들의 취향에 맞추어 적자색 「고키(濃)」 하카마를 입기도 한다.
제사에 종사하거나 신악을 추는 경우 등에는 치하야를 위로 걸쳐 입는 경우도 있다. 머리 모양도 긴 머리를 뒤로 모아 단지(檀紙)나 수인(水引) 같은 것을 가지고 묶는 것을 기본으로 하고 있지만, 머리카락 길이를 더하기 위해서 머리털을 더 붙이기도 한다.

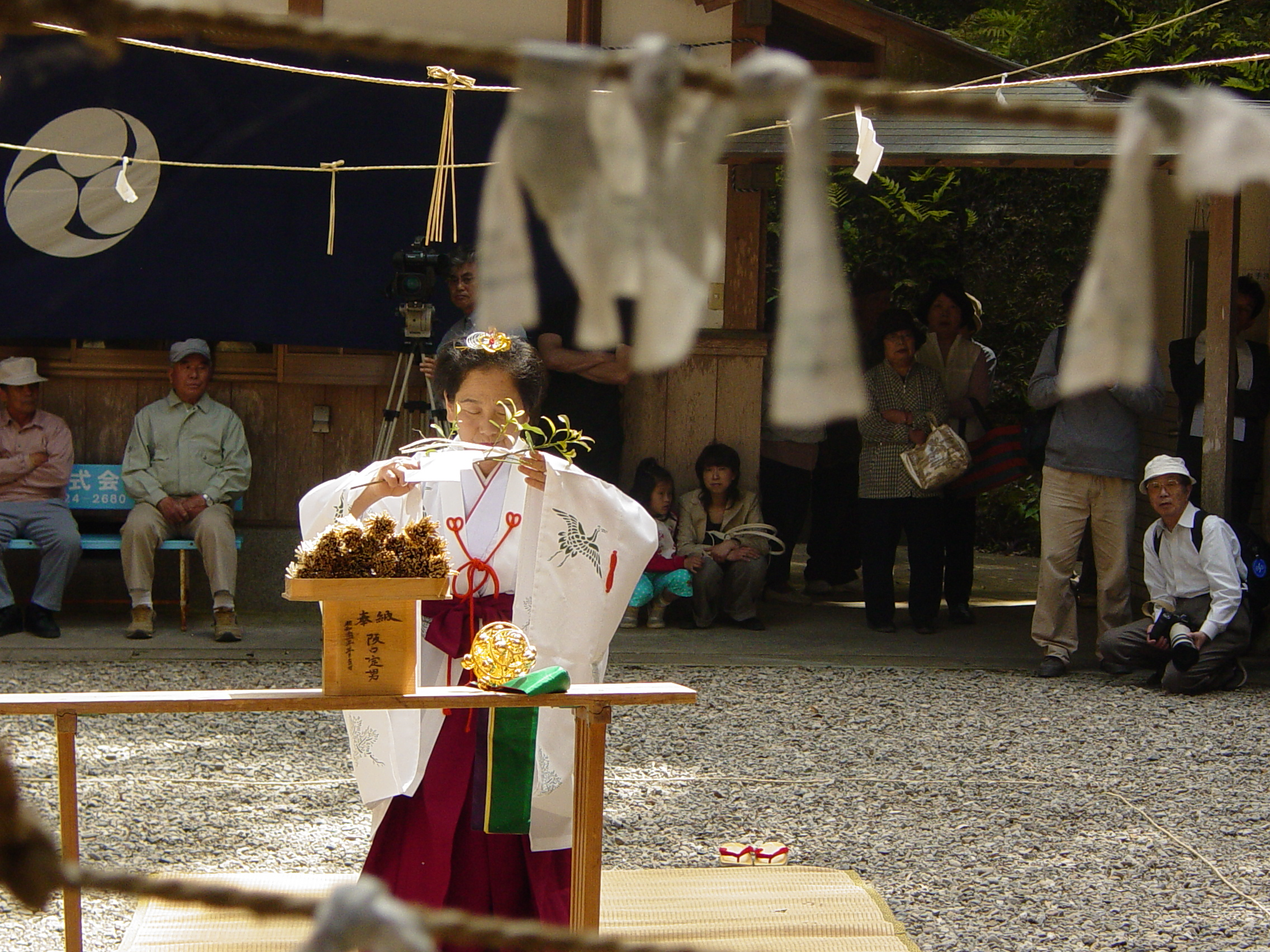
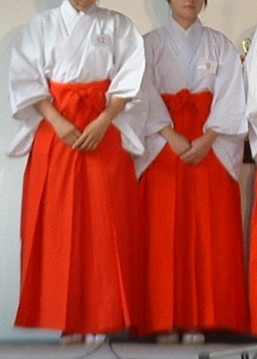

## 같이 보기
- 무당
- 샤머니즘
- 히미코
- 델포이의 신탁
- 노로：류큐의 무녀